# Cottus hangiongensis
Cottus hangiongensis és una espècie de peix pertanyent a la família dels còtids.

## Descripció
- Fa 15 cm de llargària màxima.[2][3]

## Hàbitat
És un peix demersal i de clima temperat (48°N-36°N).

## Distribució geogràfica
Es troba a Àsia: des del krai de Primórie fins a la península de Corea. També és present a Hokkaido (el Japó) i la Xina.

## Observacions
És inofensiu per als humans.